# Deutsch-Türkischer Freundschaftspreis

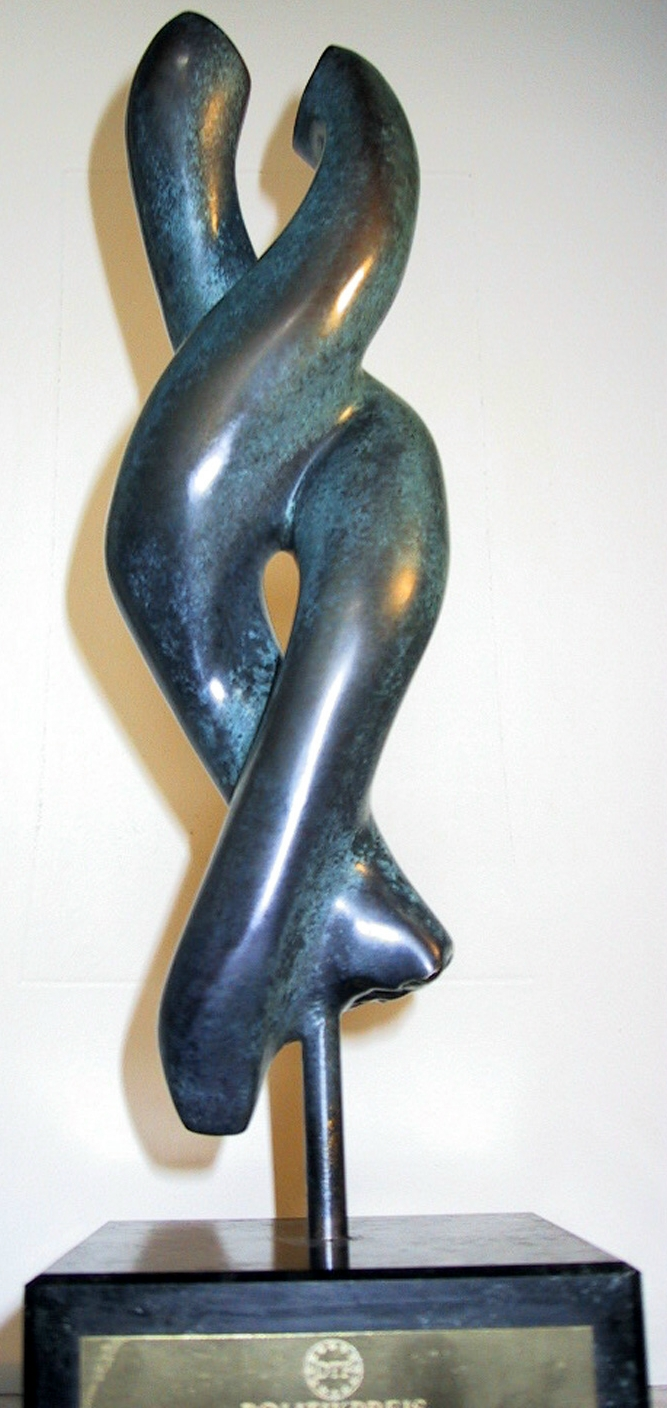
Preisskulptur

Der Deutsch-Türkische Freundschaftspreis ist ein Preis, der seit 2001 von der Münchener Deutsch-Türkischen Freundschaftsföderation in verschiedenen Kategorien vergeben wird. Ziel ist die Verbesserung der deutsch-türkischen Freundschaft.

## Die Preisskulptur
Die Preisskulptur aus Bronze, Silber und Gold wurde 2000 vom Münchener Künstler Peter Irberseder geschaffen und wird alljährlich limitiert nur siebenmal gegossen. Zwei sich aneinander schmiegende Säulen symbolisieren die beiden Kulturen. Während die Säulenquerschnitte – der eine golden, der andere silbern – die Verschiedenheit der Kulturen deutlich machen, versinnbildlicht die Konstellation der beiden Säulen einen harmonischen freundschaftlichen Umgang.

## Bekannte Preisträger

Bundespräsident a. D. Johannes Rau

2002 gehörten Erkan Aki und der damalige Bundesinnenminister Otto Schily zu den Preisträgern.
2003 erhielt den Preis u. a. Fritz Pleitgen in seiner Funktion als Intendant des WDR, der ein besonderes Engagement für ein friedliches Zusammenleben in Deutschland aufweise.
Am 29. Mai 2005 wurde der Preis in Solingen vergeben, nicht zuletzt auch als versöhnliche Geste nach dem Brandanschlag von 1993. Preisträger waren u. a. Faruk Şen, Stefan Raab und Johannes Rau, dem der Preis durch den damaligen Vorsitzenden der türkischen Opposition CHP Deniz Baykal überreicht wurde. Rau wurde einerseits für seine Verdienste um die Ausländer in Deutschland und andererseits für seinen allgemeinen Einsatz für Integration und Toleranz gewürdigt. Zum Zeitpunkt der Verleihung war er bereits sichtlich gesundheitlich geschwächt, nahm aber trotzdem den Preis persönlich entgegen und erhielt für seinen mahnenden Worte an die türkisch- wie auch die deutschstämmigen Bürger minutenlange stehende Ovationen.
2007 erhielten die Bundestagsabgeordneten Sevim Dağdelen (Die Linke), Ekin Deligöz (Bündnis 90/Die Grünen) und Lale Akgün (SPD) den Preis in der Kategorie Politik.
2015 waren die Preisträger: Christian Wulff (Ehrenpreis), Tuğçe Albayrak (Ehrenpreis), Hannelore Kraft (Politik), Orhan Pamuk (Medien), Erol Sander (Kultur), Fırat Arslan (Sport), Kadir Uğur (Wirtschaft).

## Medieninteresse
Die Preisverleihung stößt bei türkischen Medien auf größeres Interesse als bei deutschen. Der TV-Sender TRT beispielsweise übertrug 2005 die Veranstaltung von mehreren Stunden Dauer, in Teilen sogar live.